# 馬歩芳
馬 歩芳（ば ほほう、1903年 - 1975年7月）は、中華民国時代に青海地方を支配した回族の軍閥、馬家軍の長の一人。寧海軍を結成した馬麒の子。「青海王」と呼ばれた。

## 人物・生涯

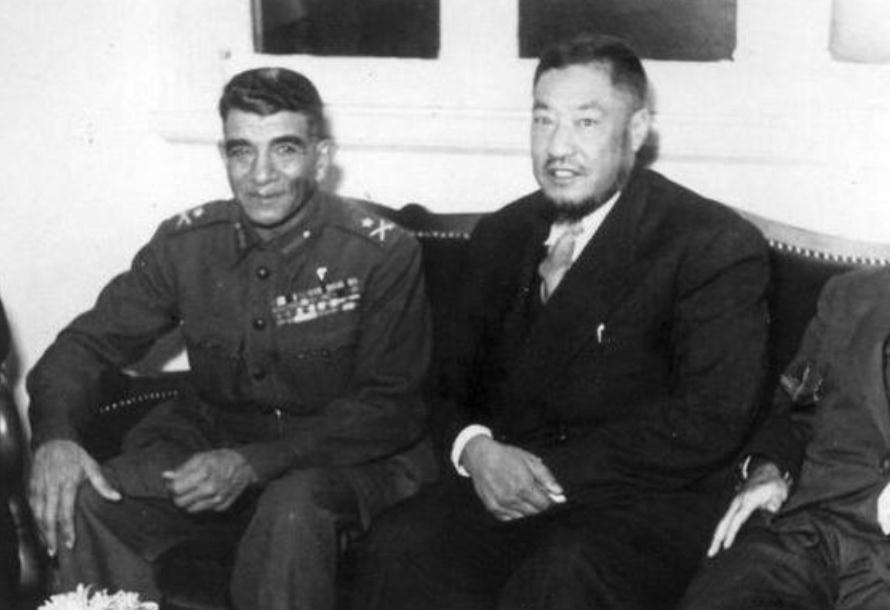
エジプト・ナギーブ大統領と

1936年、蔣介石の命を受けた馬歩芳は兄馬歩青とともに甘粛の馬仲英の残部、寧夏の馬鴻逵、馬鴻賓の部隊の支援を受け、中国共産党の支配圏を拡大しようと黄河を渡った張国燾が率いる2万1800人の紅軍の殲滅に成功した。
1938年、中国国民党の支持を取り付けた馬歩芳は叔父の馬麟を追い落とし、青海省の主席（知事）となり、名実ともに青海地方の支配者となった。軍事力と政治力を手中にした馬歩芳は中国共産党に敗れる1949年まで青海地方を支配した。同時期に自分達の縄張りで甥の馬仲英と張り合いたくなかった馬歩芳、馬歩青、馬鴻逵、馬鴻賓達は馬仲英に甘粛、新疆など他地域で発展することを勧めそれを支援した。また、宗派ではサラフィー主義を信奉するサラフィーヤ派を異端として弾圧し、イフワーン派を優遇し、ウイグル族による東トルキスタン独立運動には一貫して反対した。
1949年8月、馬歩芳は彭徳懐に率いられた中国人民解放軍に破れ、甘粛の省都蘭州を占領され、馬歩芳はまず重慶、そして香港に逃亡した。10月、蔣介石に西北部に戻り中国人民解放軍と抗戦を続けるように促された馬歩芳はメッカ巡礼の名の下に親族や部下200人余を引き連れサウジアラビアに逃走した。1950年、馬歩芳は賄賂を使いパスポートを手に入れエジプトに移動した。1957年、エジプトと中華人民共和国の間に国交が成立すると、馬歩芳は中華民国駐在大使としてサウジアラビアに赴任した。1961年、姪を側室にしたことが露見してスキャンダルとなり大使を辞任させられた。中華民国からの刑罰を避けたかった馬歩芳は台湾に戻らずにサウジアラビア市民となり、1975年に死去するまでサウジアラビアに滞在した。馬歩芳は数多くの側室を持ったが、息子は彼の軍で指揮官となった馬継援の一人しかいなかった。

### 略年譜
- 1931年 - 1934年 国民革命軍新編第9師師長
- 1934年 - 1938年 国民革命軍新編第2軍軍長、第100師師長
- 1938年 - 1949年 青海省主席
- 1938年 - 1941年 第82軍軍長
- 1943年 - 1945年 第40集団軍総司令